# Aeropuerto de Salalah
El Aeropuerto de Salalah  (en árabe: مطار صلالة) (IATA: SLL, ICAO: OOSA) es la segunda puerta de entrada al sultanato de Omán. Se encuentra en la llanura costera de Salalah, 5,5 kilómetros (3,4 millas) al noreste del centro de la ciudad de Salalah. En el pasado se utilizó sobre todo como un campo de aviación militar de la Real Fuerza Aérea Británica (RAF Salalah) y, más tarde, ubicada junto al aeropuerto civil, fue utilizada por la Real Fuerza Aérea de Omán (RAFO Salalah). En 2003, este aeropuerto consiguió el estatus de un aeropuerto internacional. Está situado en la gobernación de Dhofar, en la parte sur del país. La zona es un popular destino turístico para los ciudadanos y los extranjeros locales, sobre todo a partir de julio a septiembre, cuando el monzón asiático toca la región y comienza la temporada Khareef, lo que lo convierte en un lugar inusualmente atractivo dentro de la región del Golfo, habitualmente árida.

## Aerolíneas y destinos
Las siguientes aerolíneas operan vuelos regulares al Aeropuerto de Salalah:
| Aerolíneas                      | Destinos                                                                          |
| ------------------------------- | --------------------------------------------------------------------------------- |
| Air Arabia                      | Abu Dabi, Sharjah                                                                 |
| Air India Express               | Kochi, Kozhikode, Thiruvananthapuram                                              |
| flydubai                        | Dubái–Internacional                                                               |
| flynas                          | Estacional: Riad                                                                  |
| Jazeera Airways                 | Estacional: Kuwait City                                                           |
| Kuwait Airways                  | Estacional: Kuwait City                                                           |
| Oman Air                        | Mascate                                                                           |
| Pakistan International Airlines | Faisalabad, Gwadar, Islamabad, Karachi, Lahore, Multan, Peshawar, Sialkot, Turbat |
| Qatar Airways                   | Doha                                                                              |
| SalamAir                        | Abu Dabi, Yeda, Kuwait City, Muscat, Sohar Estacional: Fujairah, Praga            |
| Saudia                          | Estacional: Riad, Yeda                                                            |
| Smartwings                      | Chárter estacional: Bratislava                                                    |
| Wizz Air                        | Estacional: Abu Dabi (reinicia 31 de marzo de 2024)                               |